# 秋月空太
秋月空太（3月21日—），日本的女性漫畫家，出身於愛知縣。
2007年，憑著《赤髮白雪姬》一作獲得白泉社雅典娜新人大賞第32回新作優秀者賞。

## 作品一覽

### 連載
- 赤髮白雪姬，發表於『LaLaDX』 2006年9月號、2007年3月號至2011年9月號，由2011年9月起移籍『LaLa』11月號連載至今。
- 青春攻略本，發表於『LaLa』 2009年3月號、7月號、2010年1月號、5月號至7月號。

### 短編
- ユートピア，發表於『LaLaDX』2003年1月號，為出道作品。
- 將我們相繫（僕らをつないで），發表於『LaLa』2003年4月號，收錄於《赤髮白雪姬》第2集中。
- 八月的四季彩（八月の四季彩），發表於『LaLaDX』2003年7月號，收錄於《赤髮白雪姬》第1集中。
- 雫の先に，發表於『LaLaDX』2004年1月號，收錄於《赤髮白雪姬》第13集中。
- 冬解放（冬ほどき），發表於『LaLaDX』2005年1月號，收錄於《青春攻略本》第1集中。
- 祈りに世界は咲いて，發表於『LaLaDX』2005年7月號
- 童話故事之筆（おとぎばなしの筆），發表於『LaLa』2008年1月號，收錄於《薇莉亞花嫁之旅》中。
- 薇莉亞花嫁之旅（ヴァーリアの花婿），發表於『LaLa』2011年1月號，並收錄於同名單行本中。
- 龍之守歌（龍の守唄），發表於『LaLa』 2011年8月號，收錄於《薇莉亞花嫁之旅》中。
- 銀世界的證明(銀世界の証明)，發表於『白LaLa』（『LaLa』2011年12月號増刊），收錄於《薇莉亞花嫁之旅》中。
- 夏休み00日目，發表於『青LaLa』（『LaLa』2012年8月號増刊），收錄於《赤髮白雪姬》第14集中。

## 已出版之單行本
- 赤髮白雪姬，原名，日文版已發行至第27集（2025年5月）。[1]
  - 一并收錄「八月的四季彩」（第1集）、「將我們相繫」（第2集）
- 青春攻略本，全2集。
  - 一并收錄「冬解放」（第1集）
- 薇莉亞花嫁之旅，原名《ヴァーリアの花婿》，全1冊短篇集。
  - 一并收錄「龍之守歌」、「銀世界的證明」、「童話故事之筆」

## 外部連結
- （日語）（作者公式網站）